# Taça de Portugal de Futebol de Praia 2019
A edição da Taça de Portugal de Futebol de Praia referente à época de 2019 decorreu entre 27 de Julho de 2019 (1ª Eliminatórias)  e 22 de Setembro de 2019, data em que se disputou a final a qual teve lugar no Estádio do Viveiro, na Praia da Nazaré

## Taça de Portugal de Futebol de Praia

### Final
| Final                  | Final |
| ---------------------- | --- |
| Sporting CP – SC Braga | 4 – 8 (Ricardinho (2x), Belchior (1x) Coimbra (1x) – Léo Martins (3x) Jordan (2x) Bê Martins (2x) Bruno Xavier (1x)) |

### Meias-Finais
| Sporting CP – GRAP             | 5 – 2 (Estádio do Viveiro, na Nazaré) |
| Casa Benfica Loures – SC Braga | 2 – 3 (Estádio do Viveiro, na Nazaré) |

### Quartos-de-Final
| CF Chelas – GRAP                | 1 – 5 (Estádio do Viveiro, na Nazaré) |
| ACD Sótão – Casa Benfica Loures | 4 – 5 (Estádio do Viveiro, na Nazaré) |
| Bibl. Instr. Recreio – SC Braga | 4 – 8 (Estádio do Viveiro, na Nazaré) |
| CF Os Belenenses – Sporting CP  | 2 – 9 (Estádio do Viveiro, na Nazaré) |

### 3ª Eliminatória
| GD Pescadores Costa Caparica – CF Os Belenenses | 1 – 3 (Praia Do Ouro – Sesimbra)             |
| CD Nacional – SC Braga                          | 1 – 6 (Praia Do Ouro – Sesimbra)             |
| Casa Benf. Caldas Rainha – GRAP                 | 5 – 7 (Praia Do Ouro – Sesimbra)             |
| AD Buarcos 2017 – Casa Benfica Loures           | 1 – 3 (Praia Do Ouro – Sesimbra)             |
| Bibl. Instr. Recreio – Leixões SC               | 6 – 4 (Praia Do Ouro – Sesimbra)             |
| ACD Sótão – GD Sesimbra                         | 4 – 4, 7 – 6 pen. (Praia Do Ouro – Sesimbra) |
| GD Alfarim – Sporting CP                        | 1 – 9 (Praia Do Ouro – Sesimbra)             |
| S. Domingos FC – CF Chelas                      | 4 – 5 (Praia Do Ouro – Sesimbra)             |

### 2ª Eliminatória
| AD Buarcos 2017 – CD Praia Milfontes    | 6 – 2 (Estádio do Viveiro, na Nazaré)           |
| Varzim SC – CF Os Belenenses            | 6 – 7 (Estádio do Viveiro Campo Nº2, na Nazaré) |
| Casa Benf. Caldas Rainha – CF Chelas    | 3 – 7 (Estádio do Viveiro, na Nazaré)           |
| GD Pescadores Costa Caparica – AD Chafe | 6 – 4 (Estádio do Viveiro Campo Nº2, na Nazaré) |
| Bibl. Instr. Recreio – Âncora-Praia FC  | 11 – 3 (Estádio do Viveiro, na Nazaré)          |
| S. Domingos FC – Charneca Caparica FC   | 7 – 3 (Estádio do Viveiro Campo Nº2, na Nazaré) |
| GR Olival Basto – ACD Sótão             | 2 – 5 (Estádio do Viveiro, na Nazaré)           |

### 1ª Eliminatória – Série A
| ADC S. Jacinto – Casa Benf. Caldas Rainha | 2 – 7 (Praia De Buarcos) |
| Varzim SC – Academia Elite                | 5 – 2 (Praia De Buarcos) |
| Âncora-Praia FC – Boavista FC             | 7 – 1 (Praia De Buarcos) |
| SC Salgueiros – Bibl. Instr. Recreio      | 5 – 6 (Praia De Buarcos) |
| GD Chaves – ACD Sótão                     | 1 – 5 (Praia De Buarcos) |
| AD Buarcos 2017 – CCD Porto Mendo         | 9 – 4 (Praia De Buarcos) |

### 1ª Eliminatória – Série B
| Barreiro Stara Zagora FC – GR Olival Basto      | 2 – 5 (Arena Manuel Ferreira - Campo Cf Chelas)  |
| GD Estoril Praia – GD Pescadores Costa Caparica | 1 – 3 (Arena Manuel Ferreira - Campo Cf Chelas)  |
| S. Domingos FC – CS Marítimo Da Madeira         | 5 – 4 (Arena Manuel Ferreira - Campo Cf Chelas)  |
| Charneca Caparica FC – ACRU Trab. Zambujalense  | 8 – 5 (Arena Manuel Ferreira - Campo Cf Chelas)  |
| CD Praia Milfontes – AD Quinta Conde            | 6 – 3 (Arena Manuel Ferreira - Campo Cf Chelas)  |
| FC Castrense – CF Os Belenenses                 | 2 – 10 (Arena Manuel Ferreira - Campo Cf Chelas) |
| CF Chelas – CD Cova Piedade                     | 9 – 8 (Arena Manuel Ferreira - Campo Cf Chelas)  |